# Intelectualismo religioso no Irã
O intelectualismo religioso no Irã (português brasileiro) ou Irão (português europeu) (em persa: ﺩﻳﻨﯽ ﺩﻳﻨﯽ) atingiu seu apogeu durante a Revolução Constitucional Persa (1906-1911). O processo envolveu filósofos, sociólogos, cientistas políticos e teóricos culturais.

## História
A história do intelectualismo religioso iraniano remonta ao século XIX. Ao contrário da opinião generalizada, Mohammad Kazem Khorasani (1839–1911) argumentou que a tutela absoluta pertence a Deus, e que a autoridade humana absoluta (incluindo o profeta) deve ser rejeitada. Khorasani categoriza os assuntos pessoais em duas áreas:
- Domínio público, assuntos em que as pessoas se referem a seus chefes ou governos, em questões políticas ou de domínio público ou em questões incertas.[1]
- Questões privadas, ou seja, questões particulares relacionadas a indivíduos. Nesta área, alguns juízos religiosos (Ahkam), como posse, casamento e herança, foram estabelecidos pela religião. Para Khorasani, observar esses julgamentos canônicos é obrigatório para todos, mesmo profetas ou imames.[1]

As ideias de Khorasani diferiam dos principais teólogos de seu tempo, por exemplo, Mirza Hossein Na'eeni, que também foi muito influente no curso da Revolução Constitucional Persa. Em suma, Khorasani considera primeiramente o julgamento como um direito específico para os jurisprudentes; em segundo lugar, ele não considera a legislação como uma obrigação para os jurisprudentes, mas sua supervisão sobre a legislação é vista como necessária, de modo que nenhuma lei entre em uma sociedade religiosa contra a religião; e, em terceiro lugar, ele nega o direito específico dos jurisprudentes de administrar o domínio público. A rejeição absoluta do direito específico dos jurisprudentes de administrar o domínio público possibilita a participação de todas as pessoas. Com base nisso, Khorasani anuncia seu ditado histórico: "na ocultação do Imam Mahdi, o governo pertence ao público". Esta declaração é vista pelos estudiosos iranianos como o fundamento da democracia em uma sociedade islâmica.

## Secularização da religião
Saeed Hajjarian supostamente mostrou a supremacia da política como tal sobre qualquer norma religiosa quando disse que a sobrevivência da República Islâmica era primordial e que nenhum ritual religioso deveria permanecer em seu caminho. Esse tipo de decisão, afirma ele, significa que a política é mais importante que a religião e que isso reconhece a secularização da religião. Nesse contexto, argumenta ele, é possível reavaliar a teoria velayat faqih e rejeitar sua supremacia dentro do campo político no Irã.
Eles só aceitam o "secularismo político" e rejeitam outros dois, o psicológico e o social. Segundo os estudiosos iranianos, o secularismo político tem dois grandes pilares. Um pilar é a questão da legitimidade e o outro consiste na neutralidade do sistema político em relação às escolas religiosas e teóricas. Eles argumentaram que a legitimidade do sistema depende da justiça, não de qualquer tipo particular de religião, e a aceitação do sistema vem do povo.